# Sinta Ozoliņa
Sinta Ozoliņa (née le 26 février 1988 à Riga) est une athlète lettonne, spécialiste du lancer du javelot.

## Biographie
Lors des qualifications des Jeux olympiques à Pékin, elle bat le record de Lettonie en 60,13 m, pour terminer 11e en finale.
Elle est double finaliste lors des Championnats d'Europe (2012 et 2014) et finaliste mondiale à Pékin en 2015 où elle se classe septième avec 62,20 m.

### Vie privée
Elle a un garçon né le 15 juin 2017.

## Palmarès
| Date | Compétition                    | Lieu      | Place | Résultat |
| ---- | ------------------------------ | --------- | ----- | -------- |
| 2005 | Championnats du monde jeunesse | Marrakech | 25e   | 39,34 m  |
| 2006 | Championnats du monde juniors  | Pékin     | 6e    | 56,38 m  |
| 2007 | Championnats d'Europe juniors  | Hengelo   | 2e    | 57,01 m  |
| 2008 | Jeux olympiques                | Pékin     | 11e   | 53,38 m  |
| 2012 | Championnats d'Europe          | Helsinki  | 6e    | 59,34 m  |
| 2014 | Championnats d'Europe          | Zurich    | 11e   | 57,82 m  |
| 2015 | Championnats du monde          | Pékin     | 7e    | 62,20 m  |

## Records
| Épreuve           | Performance | Lieu | Date        |
| ----------------- | ----------- | ---- | ----------- |
| Lancer du javelot | 64,38 m     | Riga | 30 mai 2013 |